# Izydor Lotto

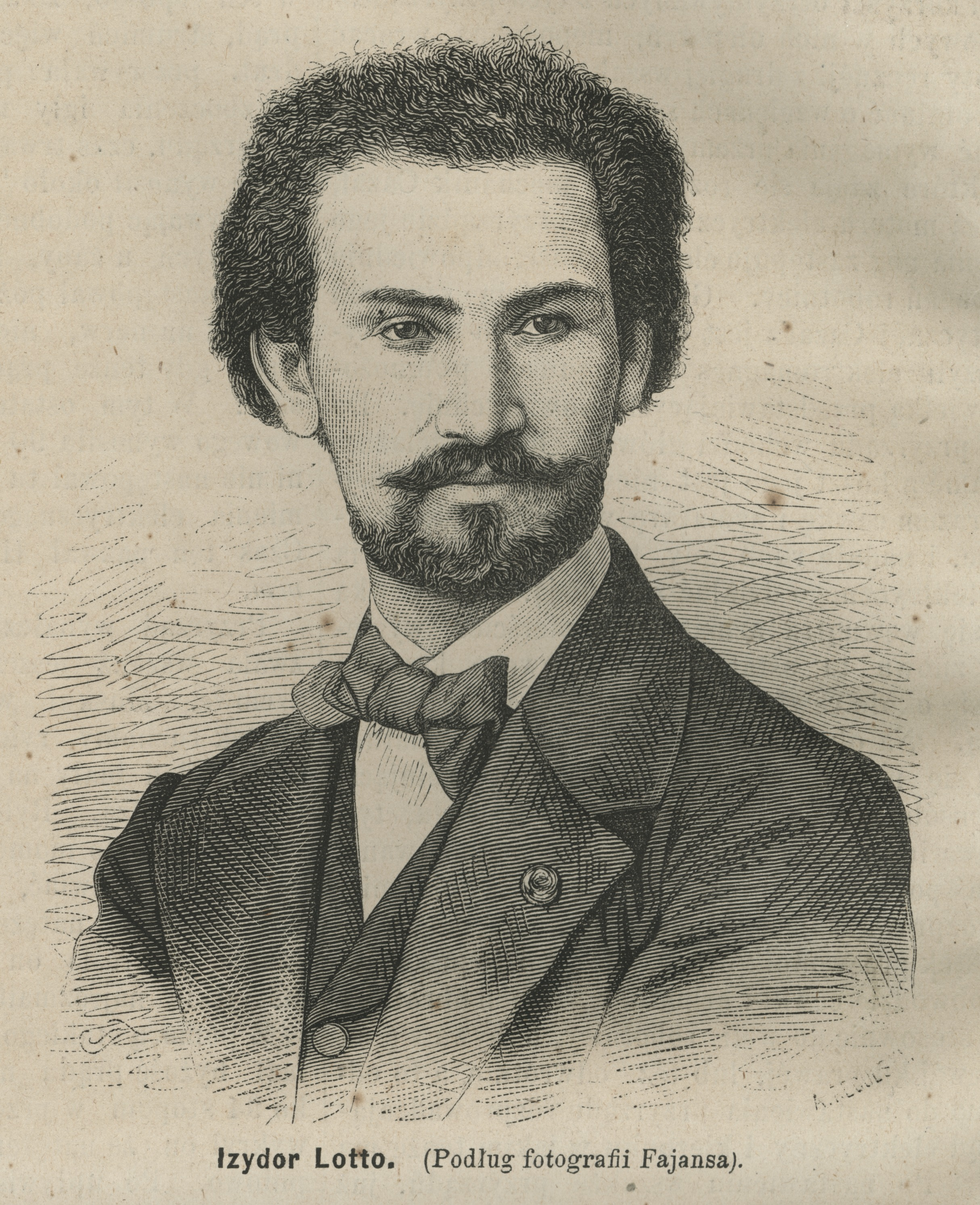
Izydor Lotto um 1870

Izydor Lotto, auch Isidor (geboren 22. Dezember 1840 in Warschau, Russisches Kaiserreich; gestorben 13. Juli 1927 in Warschau), war ein polnischer Geigenvirtuose.

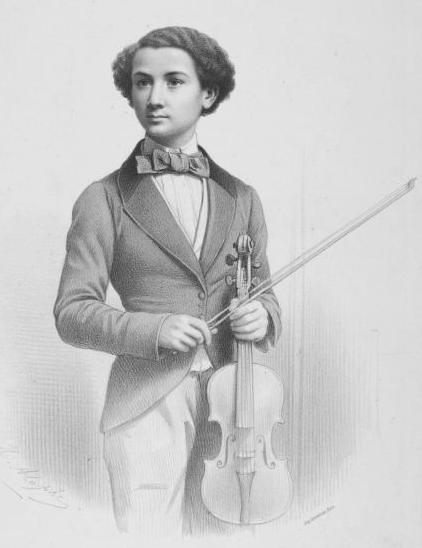
Marie-Alexandre Alophe: Izydor Lotto (nach 1853)

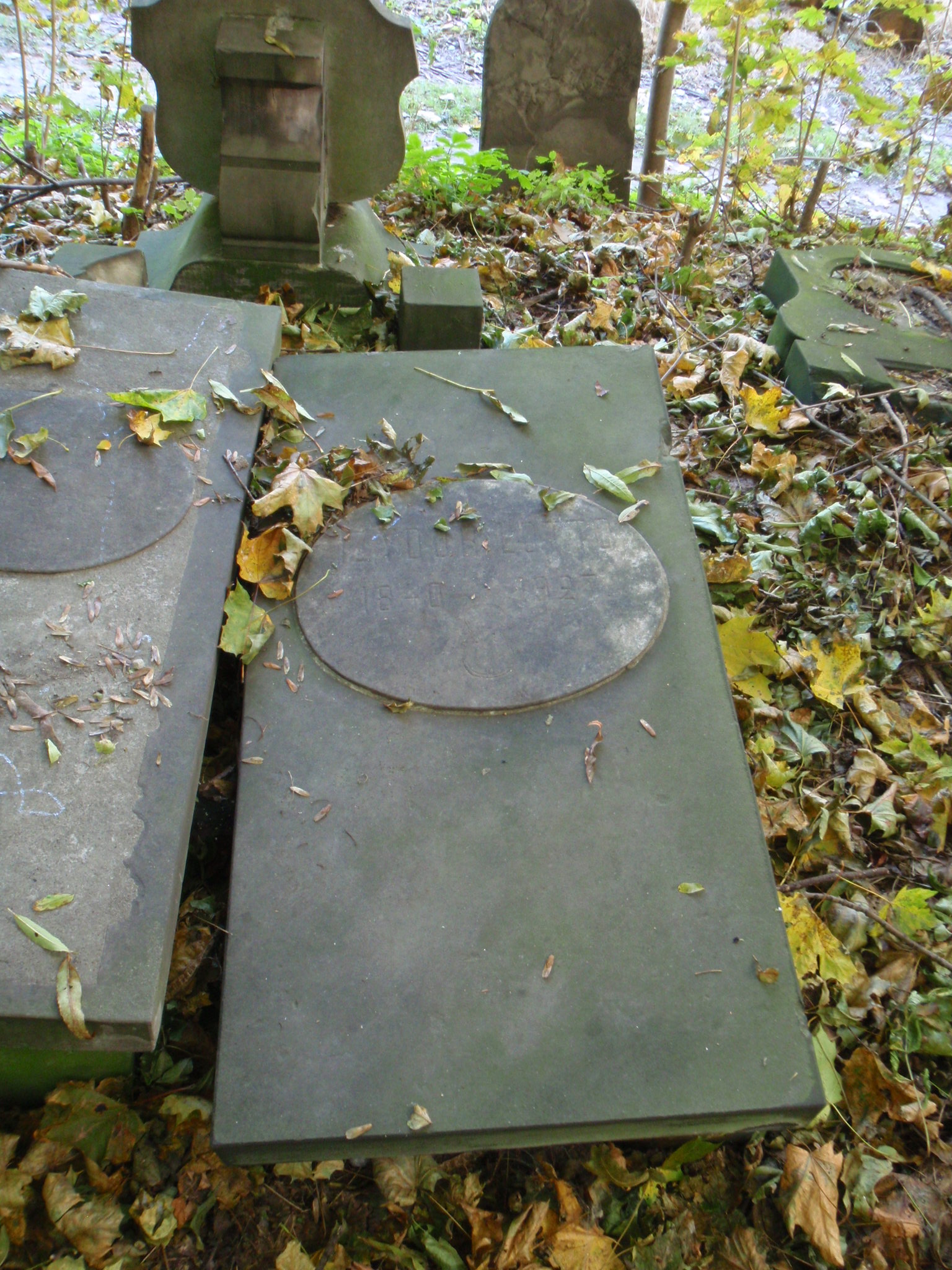
Grab in Wola

## Leben
Izydor Lotto war ab 1851 am Pariser Konservatorium Schüler Lambert Massarts im Violinspiel der französischen Schule und ab 1853 Schüler von Ambroise Thomas in Komposition und von Napoléon-Henri Reber in Harmonielehre. 1855 gewann er den Ersten Preis des Konservatoriums.
Er erregte durch seine Bravour und technische Meisterschaft Aufsehen und Bewunderung. Seinen ersten Erfolg in Deutschland feierte er in Leipzig. Er wurde 1862 in Weimar zum großherzoglichen Solospieler und Kammervirtuosen ernannt. Eduard Hanslick sah Lottos Auftritt in Wien (um 1865) als „abenteuerlichen Nachklang Paganinischer Bravour“. Er reiste durch Europa. Eine Typhuserkrankung zwang ihn 1866, seine Virtuosenkarriere aufzugeben, und er wurde Lehrer für Violine am Musikinstitut Warschau. 1872 ging Lotto, der auch eigene Kadenzen zu einem oder mehreren Konzerten von Paganini verfasst hatte, als Erster Lehrer für Violine an das Konservatorium Straßburg im nun deutschen Elsass. Ab 1880 war er wieder in Warschau und unterrichtete dort bis 1910 am Musikinstitut. Einer seiner Schüler war Bronisław Huberman, Joseph Achron widmete ihm 1906 die Suite im alten Stil op. 21, Victor Young kam nach Europa, um bei ihm zu studieren.
Er starb 1927 in Warschau und wurde auf dem Jüdischen Friedhof Warschau in Wola beerdigt.

## Kompositionen in Bibliotheksbeständen (Auswahl)
- Fantaisie sur l’hymne national russe pour violon avec orchestre ou piano, op. 1. Fr. Kistner, Leipzig 1861.
- Concerto, op. 2. Fr. Kistner, Leipzig o. J.
- Fileuse. Romance sans paroles pour violon avec accompagnement de quintuor ou de piano, op. 8. Fr. Kistner, Leipzig o. J.
- Przy księżycu. Polka na fortepian. A. J. Wiśniakowski, Warschau ca. 1888.